# Druga nogometna liga 2025-2026
La Druga nogometna liga 2025-2026, conosciuta anche come SuperSport Druga nogometna liga 2025-2026 per motivi di sponsorizzazione, ed abbreviata in 2. NL 2025-2026 (In italiano: Seconda lega calcistica 2025-26), è la 35ª edizione della terza divisione, la quarta a girone unico, del campionato di calcio croato.
Questa è la quarta edizione con questo nome (dal 1992 al 2022 si chiamava Treća hrvatska nogometna liga, abbreviata in 3. HNL), in seguito alla riorganizzazione del sistema calcistico in Croazia: oltre al cambio del nome, la terza divisione passò da 5 gironi di 12 o 18 squadre al girone unico da 16.

## Avvenimenti
Delle 16 squadre della stagione precedente, due sono state promosse in 1. NL e due sono state retrocesse in quarta divisione (3. NL).

Dalla divisione inferiore sono state promosse quattro squadre, mentre nessuna è stata retrocessa dalla quella superiore, riportando così l'organico a 16 compagini.
La Federcalcio croata aveva proposto di aumentare l'organico della seconda divisione per questa stagione a 18 partecipanti, per includere le seconde squadre di Dinamo e Hajduk. Sarebbe servito il consenso di tutti i club, ma non è stato raggiunto, quindi la proposta è stata rigettata.

### Formula
- Le 16 squadre disputano 30 giornate, al termine delle quali:
  - La prima classificata viene promossa in 1. NL 2026-2027.
  - La seconda classificata va allo spareggio con la penultima della 1. NL 2025-2026.
  - La terz'ultima classificata va agli spareggi con le vincitrici dei 5 gironi della 3. NL 2025-2026.
  - Le ultime due classificate retrocedono direttamente in 3. NL 2026-2027.
- Per la promozione od il mantenimento della categoria, i club devono ottenere la licenza da parte della HNS e rientrare entro i seguenti piazzamenti:[6]
  - Piazzarsi entro i primi 4 posti per fare richiesta di promozione in 1. NL 2026-2027.
  - Piazzarsi entro i primi 15 posti per fare richiesta di iscrizione alla 2. NL 2026-2027.

## Squadre partecipanti
| Club                    | Sede                | Stadio               | Stagione 2024-25 | Stagione 2024-25 |
| Club                    | Sede                | Stadio               | Pos.             | Divisione        |
| ----------------------- | ------------------- | -------------------- | ---------------- | ---------------- |
| NK Jadran-LP            | Porto Tolero        | Stadion Jadranovo    | 3º               | 2. NL            |
| NK Mladost Ždralovi     | Ždralovi, Bjelovar  | Stadion Brdo         | 4º               | 2. NL            |
| NK Solin                | Salona              | Stadion pokraj Jadra | 5º               | 2. NL            |
| NK Bjelovar             | Bjelovar            | Gradski stadion      | 6º               | 2. NL            |
| NK Radnik Križevci      | Križevci            | Gradski stadion      | 7°               | 2. NL            |
| NK Kustošija            | Kustošija, Zagabria | Stadion NK Kustošija | 8º               | 2. NL            |
| NK Uljanik Pula         | Pola                | ŠRC Uljanik Veruda   | 9º               | 2. NL            |
| NK Trnje                | Trnje, Zagabria     | Stadion NK Trnje     | 10º              | 2. NL            |
| HNK Segesta             | Sisak               | Gradski stadion      | 11°              | 2. NL            |
| NK Hrvatski dragovoljac | Siget, Zagabria     | ŠNC Stjepan Spajić   | 12º              | 2. NL            |
| NK Dugo Selo            | Dugo Selo           | Gradski stadion      | 14º              | 2. NL            |
| NK Grobničan Čavle      | Zaule di Liburnia   | Stadion Mavrinci     | 15º              | 2. NL            |
| NK Lučko                | Lučko, Zagabria     | Stadion NK Lučko     | 1º               | 3. NL Centro     |
| NK Varteks              | Varaždin            | Stadion Varteks      | 1º               | 3. NL Nord       |
| HNK Đakovo Croatia      | Đakovo              | Stadion Đakovo       | 1º               | 3. NL Est        |
| NK Uskok Klis           | Clissa              | Igralište Iza Grada  | 1º               | 3. NL Sud        |

## Classifica
|                            | Pos. | Squadra              | Pt | G | V | N | P | GF | GS | DR |
| -------------------------- | ---- | -------------------- | -- | - | - | - | - | -- | -- | -- |
|                            | 1.   | Bjelovar             | 0  | 0 | 0 | 0 | 0 | 0  | 0  | 0  |
|                            | 2.   | Dugo Selo            | 0  | 0 | 0 | 0 | 0 | 0  | 0  | 0  |
|                            | 3.   | Đakovo/Croatia       | 0  | 0 | 0 | 0 | 0 | 0  | 0  | 0  |
|                            | 4.   | Grobničan Čavle      | 0  | 0 | 0 | 0 | 0 | 0  | 0  | 0  |
|                            | 5.   | Hrvatski Dragovoljac | 0  | 0 | 0 | 0 | 0 | 0  | 0  | 0  |
|                            | 6.   | Jadran Ploče         | 0  | 0 | 0 | 0 | 0 | 0  | 0  | 0  |
|                            | 7.   | Kustošija            | 0  | 0 | 0 | 0 | 0 | 0  | 0  | 0  |
|                            | 8.   | Lučko                | 0  | 0 | 0 | 0 | 0 | 0  | 0  | 0  |
|                            | 9.   | Mladost Ždralovi     | 0  | 0 | 0 | 0 | 0 | 0  | 0  | 0  |
|                            | 10.  | Radnik Križevci      | 0  | 0 | 0 | 0 | 0 | 0  | 0  | 0  |
|                            | 11.  | Segesta              | 0  | 0 | 0 | 0 | 0 | 0  | 0  | 0  |
|                            | 12.  | Solin                | 0  | 0 | 0 | 0 | 0 | 0  | 0  | 0  |
|                            | 13.  | Trnje Zagabria       | 0  | 0 | 0 | 0 | 0 | 0  | 0  | 0  |
|                            | 14.  | Uljanik Pola         | 0  | 0 | 0 | 0 | 0 | 0  | 0  | 0  |
|                            | 15.  | Uskok Klis           | 0  | 0 | 0 | 0 | 0 | 0  | 0  | 0  |
|                            | 16.  | Varteks              | 0  | 0 | 0 | 0 | 0 | 0  | 0  | 0  |
| Fonte: SUPERSPORT DRUGA NL |      |                      |    |   |   |   |   |    |    |    |

Legenda:
      Promosso in 1. NL 2026-27.
  Partecipa alle qualificazioni.
      Retrocesso in 3. NL 2026-27.
      Escluso dal campionato.
Regolamento:
Tre punti a vittoria, uno a pareggio, zero a sconfitta.
In caso di arrivo di due o più squadre a pari punti, la graduatoria viene stilata secondo la classifica avulsa tra le squadre interessate; se la parità persiste si ricorre alla differenza reti.

## Risultati

### Tabellone
|                      | BJE  | DUG  | ĐAK  | GRO  | DRA  | JAD  | KUS  | LUĈ  | MLA  | RAD  | SEG  | SOL  | TRN  | ULJ  | USK  | VAR  |
| -------------------- | ---- | ---- | ---- | ---- | ---- | ---- | ---- | ---- | ---- | ---- | ---- | ---- | ---- | ---- | ---- | ---- |
| Bjelovar             | –––– | -    | -    | -    | -    | -    | -    | -    | -    | -    | -    | -    | -    | -    | -    | -    |
| Dugo Selo            | -    | –––– | -    | -    | -    | -    | -    | -    | -    | -    | -    | -    | -    | -    | -    | -    |
| Đakovo/Croatia       | -    | -    | –––– | -    | -    | -    | -    | -    | -    | -    | -    | -    | -    | -    | -    | -    |
| Grobničan Čavle      | -    | -    | -    | –––– | -    | -    | -    | -    | -    | -    | -    | -    | -    | -    | -    | -    |
| Hrvatski dragovoljac | -    | -    | -    | -    | –––– | -    | -    | -    | -    | -    | -    | -    | -    | -    | -    | -    |
| Jadran LP            | -    | -    | -    | -    | -    | –––– | -    | -    | -    | -    | -    | -    | -    | -    | -    | -    |
| Kustošija            | -    | -    | -    | -    | -    | -    | –––– | -    | -    | -    | -    | -    | -    | -    | -    | -    |
| Lučko                | -    | -    | -    | -    | -    | -    | -    | –––– | -    | -    | -    | -    | -    | -    | -    | -    |
| Mladost Ždralovi     | -    | -    | -    | -    | -    | -    | -    | -    | –––– | -    | -    | -    | -    | -    | -    | -    |
| Radnik Križevci      | -    | -    | -    | -    | -    | -    | -    | -    | -    | –––– | -    | -    | -    | -    | -    | -    |
| Segesta              | -    | -    | -    | -    | -    | -    | -    | -    | -    | -    | –––– | -    | -    | -    | -    | -    |
| Solin                | -    | -    | -    | -    | -    | -    | -    | -    | -    | -    | -    | –––– | -    | -    | -    | -    |
| Trnje                | -    | -    | -    | -    | -    | -    | -    | -    | -    | -    | -    | -    | –––– | -    | -    | -    |
| Uljanik              | -    | -    | -    | -    | -    | -    | -    | -    | -    | -    | -    | -    | -    | –––– | -    | -    |
| Uskok                | -    | -    | -    | -    | -    | -    | -    | -    | -    | -    | -    | -    | -    | -    | –––– | -    |
| Varteks              | -    | -    | -    | -    | -    | -    | -    | -    | -    | -    | -    | -    | -    | -    | -    | –––– |

### Calendario
| Andata (1ª) | Andata (1ª) | 1ª giornata                      | Ritorno (16ª) | Ritorno (16ª) |
|             |             |                                  |               |               |
| 23 agosto   | _-_         | Trnje - Lučko                    | _-_           | DAY MESE      |
| 23 agosto   | _-_         | Uljanik - Dugo Selo              | _-_           | DAY MESE      |
| 23 agosto   | _-_         | Mladost Ždralovi - Grobničan     | _-_           | DAY MESE      |
| 23 agosto   | _-_         | Solin - Kustošija                | _-_           | DAY MESE      |
| 23 agosto   | _-_         | Hrvatski dragovoljac - Uskok     | _-_           | DAY MESE      |
| 23 agosto   | _-_         | Varteks - Bjelovar               | _-_           | DAY MESE      |
| 23 agosto   | _-_         | Jadran-LP - Segesta              | _-_           | DAY MESE      |
| 23 agosto   | _-_         | Đakovo Croatia - Radnik Križevci | _-_           | DAY MESE      |

| Andata (2ª) | Andata (2ª) | 2ª giornata                      | Ritorno (17ª) | Ritorno (17ª) |
|             |             |                                  |               |               |
| 30 agosto   | _-_         | Lučko - Radnik Križevci          | _-_           | DAY MESE      |
| 30 agosto   | _-_         | Segesta - Đakovo Croatia         | _-_           | DAY MESE      |
| 30 agosto   | _-_         | Bjelovar - Jadran-LP             | _-_           | DAY MESE      |
| 30 agosto   | _-_         | Uskok - Varteks                  | _-_           | DAY MESE      |
| 30 agosto   | _-_         | Kustošija - Hrvatski dragovoljac | _-_           | DAY MESE      |
| 30 agosto   | _-_         | Grobničan - Solin                | _-_           | DAY MESE      |
| 30 agosto   | _-_         | Dugo Selo - Mladost Ždralovi     | _-_           | DAY MESE      |
| 30 agosto   | _-_         | Trnje - Uljanik                  | _-_           | DAY MESE      |

| Andata (3ª) | Andata (3ª) | 3ª giornata                      | Ritorno (18ª) | Ritorno (18ª) |
|             |             |                                  |               |               |
| 6 settembre | _-_         | Uljanik - Lučko                  | _-_           | DAY MESE      |
| 6 settembre | _-_         | Mladost Ždralovi - Trnje         | _-_           | DAY MESE      |
| 6 settembre | _-_         | Solin - Dugo Selo                | _-_           | DAY MESE      |
| 6 settembre | _-_         | Hrvatski dragovoljac - Grobničan | _-_           | DAY MESE      |
| 6 settembre | _-_         | Varteks - Kustošija              | _-_           | DAY MESE      |
| 6 settembre | _-_         | Jadran-LP - Uskok                | _-_           | DAY MESE      |
| 6 settembre | _-_         | Đakovo Croatia - Bjelovar        | _-_           | DAY MESE      |
| 6 settembre | _-_         | Radnik Križevci - Segesta        | _-_           | DAY MESE      |

| Andata (4ª)  | Andata (4ª) | 4ª giornata                      | Ritorno (19ª) | Ritorno (19ª) |
|              |             |                                  |               |               |
| 13 settembre | _-_         | Lučko - Segesta                  | _-_           | DAY MESE      |
| 13 settembre | _-_         | Bjelovar - Radnik Križevci       | _-_           | DAY MESE      |
| 13 settembre | _-_         | Uskok - Đakovo Croatia           | _-_           | DAY MESE      |
| 13 settembre | _-_         | Kustošija - Jadran-LP            | _-_           | DAY MESE      |
| 13 settembre | _-_         | Grobničan - Varteks              | _-_           | DAY MESE      |
| 13 settembre | _-_         | Dugo Selo - Hrvatski dragovoljac | _-_           | DAY MESE      |
| 13 settembre | _-_         | Trnje - Solin                    | _-_           | DAY MESE      |
| 13 settembre | _-_         | Uljanik - Mladost Ždralovi       | _-_           | DAY MESE      |

| Andata (5ª)  | Andata (5ª) | 5ª giornata                  | Ritorno (20ª) | Ritorno (20ª) |
|              |             |                              |               |               |
| 20 settembre | _-_         | Mladost Ždralovi - Lučko     | _-_           | DAY MESE      |
| 20 settembre | _-_         | Solin - Uljanik              | _-_           | DAY MESE      |
| 20 settembre | _-_         | Hrvatski dragovoljac - Trnje | _-_           | DAY MESE      |
| 20 settembre | _-_         | Varteks - Dugo Selo          | _-_           | DAY MESE      |
| 20 settembre | _-_         | Jadran-LP - Grobničan        | _-_           | DAY MESE      |
| 20 settembre | _-_         | Đakovo Croatia - Kustošija   | _-_           | DAY MESE      |
| 20 settembre | _-_         | Radnik Križevci - Uskok      | _-_           | DAY MESE      |
| 20 settembre | _-_         | Segesta - Bjelovar           | _-_           | DAY MESE      |

| Andata (6ª)  | Andata (6ª) | 6ª giornata                    | Ritorno (21ª) | Ritorno (21ª) |
|              |             |                                |               |               |
| 27 settembre | _-_         | Lučko - Bjelovar               | _-_           | DAY MESE      |
| 27 settembre | _-_         | Uskok - Segesta                | _-_           | DAY MESE      |
| 27 settembre | _-_         | Kustošija - Radnik Križevci    | _-_           | DAY MESE      |
| 27 settembre | _-_         | Grobničan - Đakovo Croatia     | _-_           | DAY MESE      |
| 27 settembre | _-_         | Dugo Selo - Jadran-LP          | _-_           | DAY MESE      |
| 27 settembre | _-_         | Trnje - Varteks                | _-_           | DAY MESE      |
| 27 settembre | _-_         | Uljanik - Hrvatski dragovoljac | _-_           | DAY MESE      |
| 27 settembre | _-_         | Mladost Ždralovi - Solin       | _-_           | DAY MESE      |

| Andata (7ª) | Andata (7ª) | 7ª giornata                             | Ritorno (22ª) | Ritorno (22ª) |
|             |             |                                         |               |               |
| 4 ottobre   | _-_         | Solin - Lučko                           | _-_           | DAY MESE      |
| 4 ottobre   | _-_         | Hrvatski dragovoljac - Mladost Ždralovi | _-_           | DAY MESE      |
| 4 ottobre   | _-_         | Varteks - Uljanik                       | _-_           | DAY MESE      |
| 4 ottobre   | _-_         | Jadran-LP - Trnje                       | _-_           | DAY MESE      |
| 4 ottobre   | _-_         | Đakovo Croatia - Dugo Selo              | _-_           | DAY MESE      |
| 4 ottobre   | _-_         | Radnik Križevci - Grobničan             | _-_           | DAY MESE      |
| 4 ottobre   | _-_         | Segesta - Kustošija                     | _-_           | DAY MESE      |
| 4 ottobre   | _-_         | Bjelovar - Uskok                        | _-_           | DAY MESE      |

| Andata (8ª) | Andata (8ª) | 8ª giornata                  | Ritorno (23ª) | Ritorno (23ª) |
|             |             |                              |               |               |
| 11 ottobre  | _-_         | Lučko - Uskok                | _-_           | DAY MESE      |
| 11 ottobre  | _-_         | Kustošija - Bjelovar         | _-_           | DAY MESE      |
| 11 ottobre  | _-_         | Grobničan - Segesta          | _-_           | DAY MESE      |
| 11 ottobre  | _-_         | Dugo Selo - Radnik Križevci  | _-_           | DAY MESE      |
| 11 ottobre  | _-_         | Trnje - Đakovo Croatia       | _-_           | DAY MESE      |
| 11 ottobre  | _-_         | Uljanik - Jadran-LP          | _-_           | DAY MESE      |
| 11 ottobre  | _-_         | Mladost Ždralovi - Varteks   | _-_           | DAY MESE      |
| 11 ottobre  | _-_         | Solin - Hrvatski dragovoljac | _-_           | DAY MESE      |

| Andata (9ª) | Andata (9ª) | 9ª giornata                  | Ritorno (24ª) | Ritorno (24ª) |
|             |             |                              |               |               |
| 18 ottobre  | _-_         | Hrvatski dragovoljac - Lučko | _-_           | DAY MESE      |
| 18 ottobre  | _-_         | Varteks - Solin              | _-_           | DAY MESE      |
| 18 ottobre  | _-_         | Jadran-LP - Mladost Ždralovi | _-_           | DAY MESE      |
| 18 ottobre  | _-_         | Đakovo Croatia - Uljanik     | _-_           | DAY MESE      |
| 18 ottobre  | _-_         | Radnik Križevci - Trnje      | _-_           | DAY MESE      |
| 18 ottobre  | _-_         | Segesta - Dugo Selo          | _-_           | DAY MESE      |
| 18 ottobre  | _-_         | Bjelovar - Grobničan         | _-_           | DAY MESE      |
| 18 ottobre  | _-_         | Uskok - Kustošija            | _-_           | DAY MESE      |

| Andata (10ª) | Andata (10ª) | 10ª giornata                      | Ritorno (25ª) | Ritorno (25ª) |
|              |              |                                   |               |               |
| 25 ottobre   | _-_          | Lučko - Kustošija                 | _-_           | DAY MESE      |
| 25 ottobre   | _-_          | Grobničan - Uskok                 | _-_           | DAY MESE      |
| 25 ottobre   | _-_          | Dugo Selo - Bjelovar              | _-_           | DAY MESE      |
| 25 ottobre   | _-_          | Trnje - Segesta                   | _-_           | DAY MESE      |
| 25 ottobre   | _-_          | Uljanik - Radnik Križevci         | _-_           | DAY MESE      |
| 25 ottobre   | _-_          | Mladost Ždralovi - Đakovo Croatia | _-_           | DAY MESE      |
| 25 ottobre   | _-_          | Solin - Jadran-LP                 | _-_           | DAY MESE      |
| 25 ottobre   | _-_          | Hrvatski dragovoljac - Varteks    | _-_           | DAY MESE      |

| Andata (11ª) | Andata (11ª) | 11ª giornata                       | Ritorno (26ª) | Ritorno (26ª) |
|              |              |                                    |               |               |
| 1° novembre  | _-_          | Varteks - Lučko                    | _-_           | DAY MESE      |
| 1° novembre  | _-_          | Jadran-LP - Hrvatski dragovoljac   | _-_           | DAY MESE      |
| 1° novembre  | _-_          | Đakovo Croatia - Solin             | _-_           | DAY MESE      |
| 1° novembre  | _-_          | Radnik Križevci - Mladost Ždralovi | _-_           | DAY MESE      |
| 1° novembre  | _-_          | Segesta - Uljanik                  | _-_           | DAY MESE      |
| 1° novembre  | _-_          | Bjelovar - Trnje                   | _-_           | DAY MESE      |
| 1° novembre  | _-_          | Uskok - Dugo Selo                  | _-_           | DAY MESE      |
| 1° novembre  | _-_          | Kustošija - Grobničan              | _-_           | DAY MESE      |

| Andata (12ª) | Andata (12ª) | 12ª giornata                          | Ritorno (27ª) | Ritorno (27ª) |
|              |              |                                       |               |               |
| 8 novembre   | _-_          | Lučko - Grobničan                     | _-_           | DAY MESE      |
| 8 novembre   | _-_          | Dugo Selo - Kustošija                 | _-_           | DAY MESE      |
| 8 novembre   | _-_          | Trnje - Uskok                         | _-_           | DAY MESE      |
| 8 novembre   | _-_          | Uljanik - Bjelovar                    | _-_           | DAY MESE      |
| 8 novembre   | _-_          | Mladost Ždralovi - Segesta            | _-_           | DAY MESE      |
| 8 novembre   | _-_          | Solin - Radnik Križevci               | _-_           | DAY MESE      |
| 8 novembre   | _-_          | Hrvatski dragovoljac - Đakovo Croatia | _-_           | DAY MESE      |
| 8 novembre   | _-_          | Varteks - Jadran-LP                   | _-_           | DAY MESE      |

| Andata (13ª) | Andata (13ª) | 13ª giornata                           | Ritorno (28ª) | Ritorno (28ª) |
|              |              |                                        |               |               |
| 15 novembre  | _-_          | Jadran-LP - Lučko                      | _-_           | DAY MESE      |
| 15 novembre  | _-_          | Đakovo Croatia - Varteks               | _-_           | DAY MESE      |
| 15 novembre  | _-_          | Radnik Križevci - Hrvatski dragovoljac | _-_           | DAY MESE      |
| 15 novembre  | _-_          | Segesta - Solin                        | _-_           | DAY MESE      |
| 15 novembre  | _-_          | Bjelovar - Mladost Ždralovi            | _-_           | DAY MESE      |
| 15 novembre  | _-_          | Uskok - Uljanik                        | _-_           | DAY MESE      |
| 15 novembre  | _-_          | Kustošija - Trnje                      | _-_           | DAY MESE      |
| 15 novembre  | _-_          | Grobničan - Dugo Selo                  | _-_           | DAY MESE      |

| Andata (14ª) | Andata (14ª) | 14ª giornata                   | Ritorno (29ª) | Ritorno (29ª) |
|              |              |                                |               |               |
| 22 novembre  | _-_          | Lučko - Dugo Selo              | _-_           | DAY MESE      |
| 22 novembre  | _-_          | Trnje - Grobničan              | _-_           | DAY MESE      |
| 22 novembre  | _-_          | Uljanik - Kustošija            | _-_           | DAY MESE      |
| 22 novembre  | _-_          | Mladost Ždralovi - Uskok       | _-_           | DAY MESE      |
| 22 novembre  | _-_          | Solin - Bjelovar               | _-_           | DAY MESE      |
| 22 novembre  | _-_          | Hrvatski dragovoljac - Segesta | _-_           | DAY MESE      |
| 22 novembre  | _-_          | Varteks - Radnik Križevci      | _-_           | DAY MESE      |
| 22 novembre  | _-_          | Jadran-LP - Đakovo Croatia     | _-_           | DAY MESE      |

| \| Andata (15ª) \| Andata (15ª) \| 15ª giornata \| Ritorno (30ª) \| Ritorno (30ª) \| \| \| \| \| \| \| \| 29 novembre \| _-_ \| Đakovo Croatia - Lučko \| _-_ \| DAY MESE \| \| 29 novembre \| _-_ \| Radnik Križevci - Jadran-LP \| _-_ \| DAY MESE \| \| 29 novembre \| _-_ \| Segesta - Varteks \| _-_ \| DAY MESE \| \| 29 novembre \| _-_ \| Bjelovar - Hrvatski dragovoljac \| _-_ \| DAY MESE \| \| 29 novembre \| _-_ \| Uskok - Solin \| _-_ \| DAY MESE \| \| 29 novembre \| _-_ \| Kustošija - Mladost Ždralovi \| _-_ \| DAY MESE \| \| 29 novembre \| _-_ \| Grobničan - Uljanik \| _-_ \| DAY MESE \| \| 29 novembre \| _-_ \| Dugo Selo - Trnje \| _-_ \| DAY MESE \| |              |                                 |               |               |
| Andata (15ª) | Andata (15ª) | 15ª giornata                    | Ritorno (30ª) | Ritorno (30ª) |
| |              |                                 |               |               |
| 29 novembre | _-_          | Đakovo Croatia - Lučko          | _-_           | DAY MESE      |
| 29 novembre | _-_          | Radnik Križevci - Jadran-LP     | _-_           | DAY MESE      |
| 29 novembre | _-_          | Segesta - Varteks               | _-_           | DAY MESE      |
| 29 novembre | _-_          | Bjelovar - Hrvatski dragovoljac | _-_           | DAY MESE      |
| 29 novembre | _-_          | Uskok - Solin                   | _-_           | DAY MESE      |
| 29 novembre | _-_          | Kustošija - Mladost Ždralovi    | _-_           | DAY MESE      |
| 29 novembre | _-_          | Grobničan - Uljanik             | _-_           | DAY MESE      |
| 29 novembre | _-_          | Dugo Selo - Trnje               | _-_           | DAY MESE      |